# Dolna Lechnitsa
Dolna Lechnitsa (en macédonien Долна Лешница ; en albanais Leshnica e Poshtme) est un village du nord-ouest de la Macédoine du Nord, situé dans la municipalité de Jelino. Le village comptait 625 habitants en 2002. Il est majoritairement albanais.

## Démographie
Lors du recensement de 2002, le village comptait :
- Albanais : 615
- Autres : 10